# Ladugårdsängen

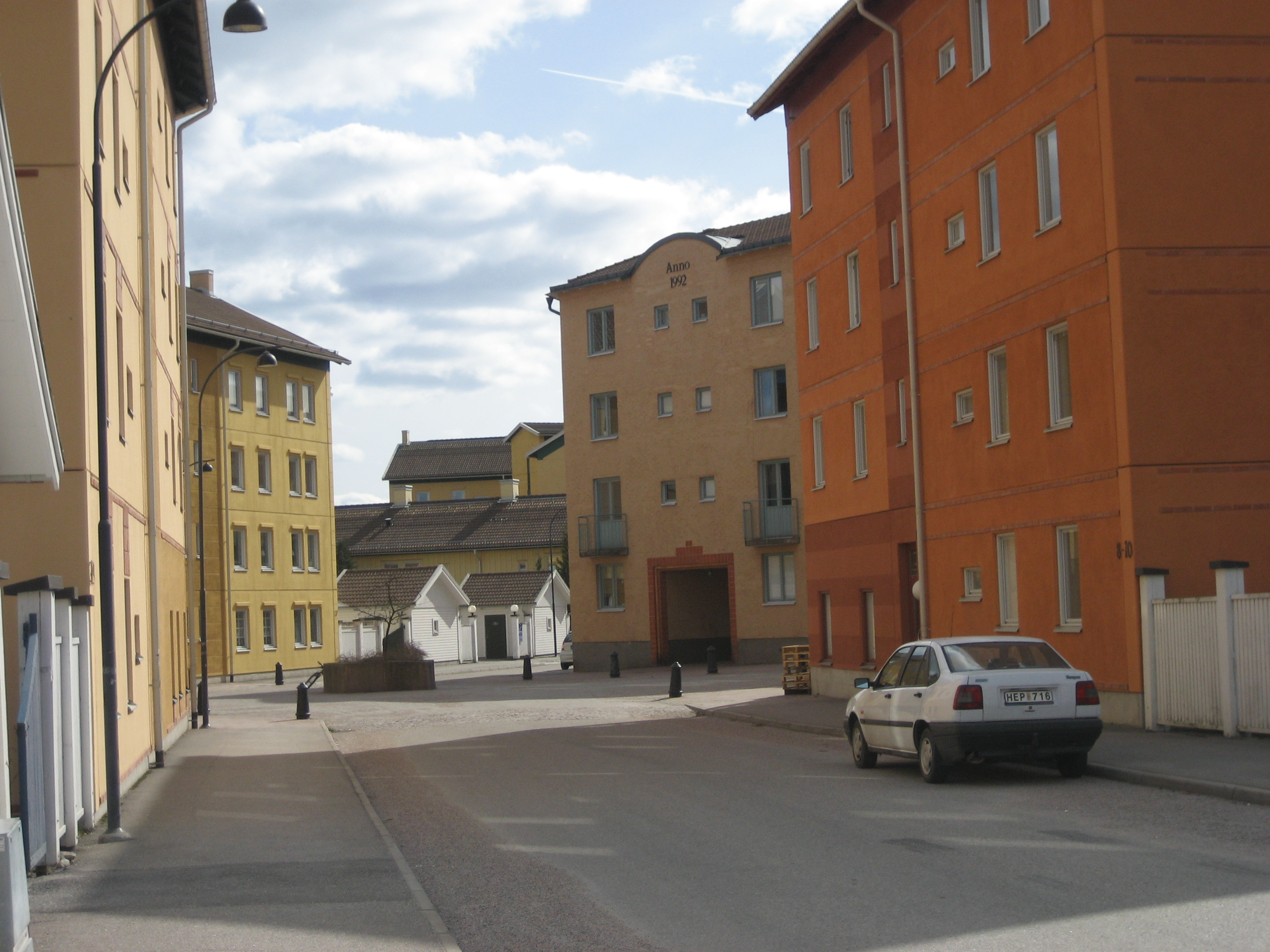
Ladugatan och Visthusgatan, Två gator i Ladugårdsängen.

Ladugårdsängen är en stadsdel i södra Örebro. Området är byggt som en "stad i staden" med varierande hus, kvarter, alléer och gågator. Det byggdes delvis på Örebro gamla flygfält, och området stod klart till Bomässan Bo92 i Örebro 1992. Satsningen hamnade något fel i tiden på grund av höga byggnadspriser i samband med finanskrisen åren 1990-1994 men har på senare år ökat kraftigt i popularitet på grund av närheten till centrum.
På senare tid har Ladugårdsängen byggts ut med bland annat fler höghus. Ett planprogram presenterades år 2005 för utbyggnaden av Sörbyängen och Ladugårdsängen . 
I Ladugårdsängen finns kollektivet Vildsvinet, som bygger på ett starkt miljötänkande och har gemensamt hönshus, växthus och bilpool. I området finns Serpentinparken med tre lekparker. I Ladugårdsängens centrum finns skolan Navet (F-9). Området ligger nära badanläggningen Gustavsvik, en 18-håls golfbana, tennis- och badmintonhall, och Sörbyskogen med motionsspår och strövområden.

### Webbkällor
- Örebro kommun
- Ladugårdsängen officiella hemsida